# Hayton (Nottinghamshire)
Hayton – wieś i civil parish w Anglii, w hrabstwie Nottinghamshire, w dystrykcie Bassetlaw. Leży 18 km na wschód od miasta Nottingham i 172 km na północ od Londynu. Miejscowość liczy 386 mieszkańców.